# Invergordon
Invergordon es una localidad situada en Highland, Escocia (Reino Unido). Según el censo de 2022, tiene una población de 3799 habitantes.
Está ubicada al norte de Escocia, cerca de la ciudad de Inverness y a orillas del mar del Norte.